# ستيفن إف. جونز
ستيفن إف. جونز (بالإنجليزية: Stephen F. Jones)‏ هو مؤرخ أمريكي، ولد في 1953.